# Wybory prezydenckie w Pakistanie w 2008 roku
Wybory prezydenckie w Pakistanie odbyły się 6 września 2008 roku. Nowe, przedterminowe wybory rozpisano po rezygnacji z urzędu prezydenta Pakistanu Perveza Musharrafa, oskarżonego o działanie niezgodne z konstytucją. Nowym prezydentem został Asif Ali Zardari z Pakistańskiej Partii Ludowej. 
Wyboru nowego prezydenta dokonało Kolegium Elekcyjne składające się z członków Zgromadzenia Narodowego, Senatu i czterech lokalnych parlamentów.

## Kandydaci
26 sierpnia minął termin zgłaszania kandydatów. Swoich kandydatów zgłosiły trzy główne partie polityczne: Asif Ali Zardari (PPL), Saeeduzzaman Siddiqui (PLM-N) i Mushahid Hussain Syed (PLM-Q).

## Głosowanie
Głosowanie rozpoczęło się o godzinie 10:00 czasu lokalnego, a zakończyło o 16:00.

## Wyniki
Pakistańska komisja wyborcza podała, że Asif Ali Zardari zdobył 458 z 702 głosów elektorów. Komisja wyborcza zaznaczyła równocześnie, że wyniki te nie są pełne.